# 対話と発展のための世界文化多様性デー

リョーリフ・パクトのシンボル

対話と発展のための世界文化多様性デー（たいわとはってんのためのせかいぶんかたようせいデー英: World Day for Cultural Diversity for Dialogue and Development）は、5月の国際デーで国連公認の国際的な休日である。多様性の課題促進を目指す日として、現在は5月21日が当てられている。2001年11月のユネスコ文化的多様性に関する世界宣言成立を記念し、国連総会はこの休日を宣言、国連決議57/249に記載された。 
文化多様性の日または正式名称「対話と発展のための世界文化多様性デー」は、コミュニティが多様な文化の価値を理解し、調和して一緒に暮らす方法を学ぶ手助けとなる機会である。この日の制定には、アフガニスタンでバーミヤンの仏像が破壊された事件（2001年）が背景にある。

## 関連資料
- 「(3)女性のスポーツに対するイメージ変革を促した事例【事例 4】TOKYO GIRLS RUN (株式会社 W TOKYO)」『平成29年度スポーツ政策調査研究事業 (スポーツを通じた女性の活躍促進のための現状把握調査) 調査報告書』株式会社日本総合研究所、2018年（平成30年）3月、121-122頁。